# China Chengxin Credit Rating Group
Die China Chengxin Credit Rating Group ist die erste Ratingagentur der Volksrepublik China, die 1992 gegründet wurde.

## Akkreditierungen

### China
- 1997 Chinesische Volksbank (PBoC): Nationally Recognized Bond Credit Rating Agency[1]
- 2003 Chinesische Versicherungsaufsicht (CIRC): Recognized Credit Rating Agency[1]
- 2003 Staatliche Kommission für Entwicklung und Reform (NDRC): Approved Credit Rating Agency[1]
- 2005 Chinesische Volksbank: Recognized Credit Rating Agency in Interbank Market[1]
- 2007 Chinesische Wertpapieraufsicht (CSRC): Approved Credit Rating Agency[2]
- Mitglied der Securities Association of China[3]
- Member of National Association of Financial Market Institutional Investors(NAFMII)[4]

### Hongkong
- 2012 Hong Kong Securities and Futures Commission (SFC) Type 10: Providing credit rating services[5]

## Bonitätsrating
Die China Chengxin Credit Rating Group veröffentlichte erstmals 2012 eine Bonitätsbewertung für 30 Staaten.